# Goli Guerreiro
Goli Almerinda de Sales Guerreiro, conhecida como Goli Guerreiro, é uma escritora e antropóloga brasileira. Nasceu em Salvador da Bahia em 1964. 
Percorreu cidades da América do Sul, Caribe, América do Norte, Europa e África, documentando práticas culturais contemporâneas em diversas cidades do mundo atlântico. Elaborou o conceito de Terceira Diáspora, a partir das trocas culturais pós-internet. Tema de seu primeiro pós-doutorado em Comunicação e Cultura na UFBA. Publicou 2 livros sobre o tema em forma de blog analógico.
A Terceira Diáspora é o deslocamento virtual de signos - discos, filmes, cabelos, slogans, gestos, modas, bandeiras, ritmos, ícones - provocado pelo circuito de comunicação da diáspora negra. Potencializado pela web, coloca em conexão digital os repertórios culturais de cidades atlânticas. Uma primeira diáspora acontece com os deslocamentos do tráfico de africanos; uma segunda diáspora se dá pela via dos deslocamentos voluntários, com a migração e o vai-e-vem em massa de povos negros. Diásporas são estéticas em movimento.
Realizou um segundo pós-doutorado em Letras e escreveu sua primeira obra de ficção, o romance Alzira Está Morta – Ficção Histórica no Mundo Negro do Atlântico, vencedor do prêmio literário João Ubaldo Ribeiro, criado pela Fundação Gregório de Mattos e publicado com apoio da prefeitura de Salvador.
Tem seis livros publicados. Terceira Diáspora, Terror e Aventura e Alzira está morta compõem uma trilogia sobre trocas culturais no mundo atlântico em diferentes narrativas.  
Edita o blog www.terceiradiaspora.blogspot.com sobre repertórios culturais do mundo negro. 
É curadora do acervo fotográfico de Arlete Soares, fundadora da Editora Corrupio, fundada em 1979, em Salvador, para publicar a obra fotográfica e etnográfica de Pierre Verger.  

## Obras
- 2015 - Alzira Está Morta – Ficção Histórica no Mundo Negro do Atlântico (Fundação Gregório de Matos/ Fundação ADM)

### Não-ficção
- 2010 - Terceira Diáspora –  Culturas negras no mundo atlântico (Editora Corrupio)[7]
- 2010 - Terceira diáspora - O Porto da Bahia (Editora Corrupio)[7]
- 2012 - Terror e Aventura – Tráfico de Africanos e Cotidiano na Bahia (Editora Corrupio)
- 2000 - A Trama dos Tambores – A Cena Afro-pop de Salvador (Editora 34)
- 1994 - Retratos de uma Tribo Urbana - Rock Brasileiro (EDUFBA)